# Marc-Antoine Legrand
Marc-Antoine Legrand, kurz Le Grand (* 30. Januar 1673 in Paris; † 7. Januar 1728 ebenda), war ein französischer Schauspieler und Dramatiker.

## Leben
Legrand war Sohn eines Handwerkschirurgen am Hôtel des Invalides. Er debütierte, 22-jährig, im Jahr 1695, in seiner ersten Rolle an der Comédie-Française. Er verließ die Comèdie aber bald wieder, ging nach Polen und kehrte erst 1702, auf Bitten des Dauphin, nach Paris zurück, wo er wiederum an der Comèdie debütierte. Der Dauphin setzte sich auch persönlich dafür ein, dass Legrand bei wichtigen Rollen den Vorzug erhielt. So kam es auch, dass er noch im selben Jahr Sociétaire de la Comédie-Française wurde.
Legrands Erscheinung war für Dramen nicht geschaffen. Klein und dick, mit einem breiten Gesicht verkörperte er aber nicht nur den Bauern, sondern auch oft die Rolle des Königs.
Neben seiner schauspielerischen Tätigkeit verfasste er einige Theaterstücke, die jedoch ausschließlich am Théâtre-Italien gespielt wurden. Außerdem gab Legrand, der das große Talent erkannte, der später sehr berühmten Schauspielerin Adrienne Lecouvreur Schauspielunterricht.

## Bühnenstücke (Auswahl)
- La Française italienne
- Cartouche ou Les voleurs
- Le Roi de Cocagne